# Puchar Świata w Rugby 2011

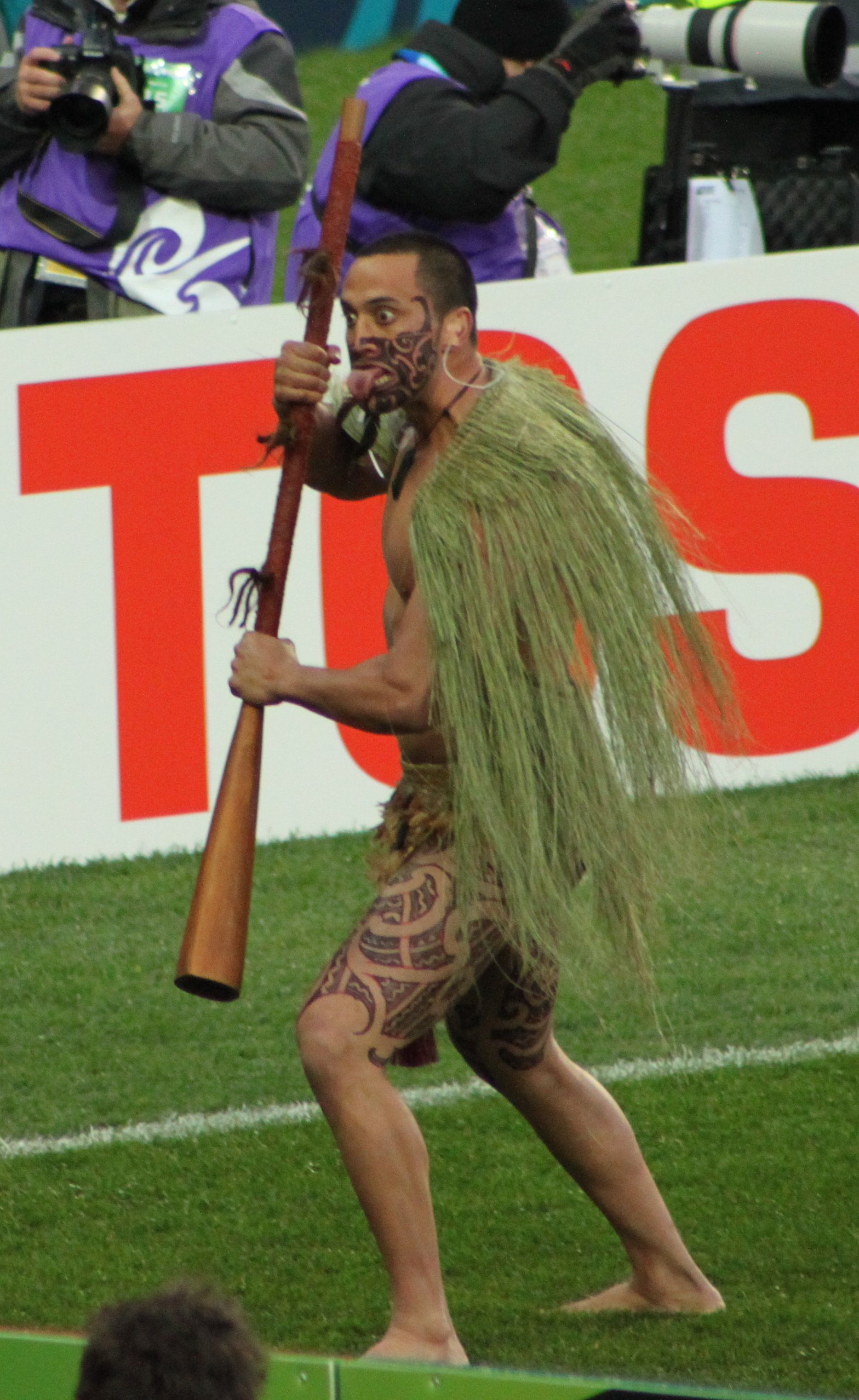
Maoryski trębacz rozpoczynający każde spotkanie Pucharu Świata

Puchar Świata w Rugby 2011 – siódmy Puchar Świata, zawody o randze mistrzostw świata w rugby union rozgrywane co cztery lata. Organizowany przez Nową Zelandię siedmiotygodniowy turniej rozpoczął się 9 września ceremonią otwarcia podkreślającą bogatą historię i różnorodność kulturową tego kraju, natomiast finał odbył się w Auckland na Eden Park 23 października 2011 roku. W turnieju zwyciężyła drużyna gospodarzy, w finale pokonując Francuzów 8–7, podczas gdy obrońcy tytułu, zespół RPA, odpadł w ćwierćfinale po porażce z Australią. Był on największymi zawodami sportowymi w historii tego kraju.

## Wybór gospodarza
Na początku października 2004 roku IRB potwierdził zainteresowanie organizacją turnieju ze strony trzech związków rugby – z Japonii, RPA i Nowej Zelandii – oraz ogłosił szczegółowy harmonogram wyłonienia gospodarza tych zawodów. Wstępne zgłoszenia chętnych do zorganizowania siódmej edycji Pucharu Świata IRB przyjmował do 31 stycznia 2005 roku. Zainteresowanie potwierdziły wówczas te trzy związki, a następnie złożyły oficjalne kandydatury w wyznaczonym terminie 13 maja 2005 roku.
Japonia początkowo była uważana za najpoważniejszego kandydata do organizacji tego turnieju. Swój wniosek argumentowała gotową infrastrukturą zbudowaną na MŚ w piłce nożnej w 2002 roku, doświadczeniem w organizacji wielkich imprez, wytykając jednocześnie IRB organizację Pucharu Świata jedynie w krajach z najwyższego szczebla rozgrywek. RPA, której delegacją dowodził triumfator Pucharu Świata 1995, Francois Pienaar, przekonywała do swojej kandydatury budowanymi wówczas na MŚ 2010 pojemnymi stadionami, prognozowanymi rekordowymi zyskami oraz wsparciem wielkich firm i rządu. Dodatkowym atutem było posiadanie tej samej strefy czasowej co Europa, pomagającej przyciągnąć przed telewizory miliony widzów. Delegacja Nowej Zelandii, w składzie której znaleźli się między innymi premier Helen Clark, prezes NZRU, Jock Hobbs, oraz dwóch zawodników: ówczesny kapitan reprezentacji, Tana Umaga, oraz legenda All Blacks lat sześćdziesiątych XX wieku, Colin Meads, z kolei postawiła na wszechobecność rugby w tym kraju, pasję do tego sportu i jego wpływ na kształtowanie się ducha narodu, sukces tournée British and Irish Lions oraz fakt, że w przyszłości turniej ten może być zbyt duży dla zorganizowania przez mniejsze kraje.
Latem 2005 roku w krajach kandydujących gościły inspekcje techniczne IRB, natomiast decyzja wskazująca organizatora turnieju miała zapaść podczas spotkania zarządu IRB 17 listopada 2005 roku w Dublinie. Jako że po raz pierwszy w historii wybór miał nastąpić spośród trzech kandydatów, w pierwszej rundzie tajnego głosowania odpadał ten z najmniejszą liczbą głosów, po czym odbyć się miała druga runda głosowania, przy czym zainteresowane związki nie miały prawa głosu. Stwierdzony przez niezależnego audytora wybór gospodarza imprezy miał być ogłoszony na specjalnej konferencji prasowej. W pierwszej rundzie głosowania najmniej głosów dostała RPA odpadając z rywalizacji, w drugiej zaś Nowa Zelandia zdobyła więcej głosów niż Japonia. Przewodniczący zarządu IRB, Syd Millar, ogłosił zatem oficjalnie przyznanie Nowej Zelandii prawa do organizacji siódmego Pucharu Świata.
Już po tej decyzji IRB otrzymał pismo z brytyjskiej kancelarii prawniczej, częściowo opublikowane w The Sunday Times, domagające się – rzekomo w imieniu Asian Rugby Football Union, którego Japonia jest członkiem – anulowania wyniku głosowania przyznającego Nowej Zelandii prawa do organizacji turnieju i przeprowadzenie nowego do końca marca 2006 roku ze względu na brak przejrzystości samego procesu głosowania oraz na handel głosami, przede wszystkim pomiędzy Irlandią a Nową Zelandią. Władze New Zealand Rugby Union nazwały te zarzuty całkowitym nonsensem, oskarżenia odrzucił też irlandzki związek, Japończycy zaś zaprzeczyli zarówno chęci ponownego zorganizowania głosowania, jak i jakiemukolwiek zaangażowaniu w sprawę tej petycji.

## Informacje ogólne
Turniej – w ramach przeciwdziałania nieuczciwym praktykom marketingowym i zakazanym praktykom w zakresie sprzedaży biletów – został objęty prawną ochroną dla ważnych imprez, organizatorzy dodatkowo rozpoczęli kampanię zniechęcającą do zakupu biletów od nieautoryzowanych dystrybutorów. W grudniu 2009 roku podano do wiadomości przedziały cenowe biletów: najtańsze normalne wejściówki na fazę grupową kosztowały trzydzieści NZD z ulgowymi o połowę tańszymi, zaś możliwość zobaczenia finału wyceniona została w granicach 390–1250 NZD. Całkowita liczba biletów (brutto) dostępnych na mecze turnieju wynosiła 1,74 miliona, netto zaś – po odjęciu miejsc zarezerwowanych dla mediów, VIP-ów itp. – wynosiła 1,65 miliona. W pierwszej kolejności część biletów trafiła do pakietów meczowo-hotelowo-wycieczkowych, drugą uprzywilejowaną grupą były osoby posiadające sezonowe karnety lub loże na poszczególnych stadionach – odpowiednio w styczniu–lutym oraz marcu 2010 roku. Pozostałe bilety sprzedawane były w czterech transzach. W pierwszej fazie – na przełomie kwietnia i maja 2010 roku – fani mogli zamawiać zestawy biletów na wszystkie mecze na danym obiekcie lub wszystkie mecze danej drużyny w rozgrywkach grupowych oraz dodatkowo na ćwierćfinały i mecz o trzecie miejsce, w drugiej zaś – na przełomie września i października 2010 roku – o pojedyncze bilety na wszystkie spotkania z wyjątkiem półfinałów i finału. Na początku 2011 roku osoby, które zakupiły bilety w dwóch pierwszych fazach, mogły aplikować o wejściówki na decydującą fazę, które były przyznawane w losowaniu, natomiast reszta niesprzedanych biletów do ogólnej sprzedaży miała trafić w połowie tegoż roku. Globalna sprzedaż wejściówek zaczęła się pięćset dni przed rozpoczęciem zawodów i już pierwszego dnia spłynęło dwadzieścia pięć tysięcy aplikacji przekładających się na dziewięćdziesiąt tysięcy biletów. Poziom pół miliona sprzedanych biletów – wartych 76 mln NZD – przekroczono z końcem pierwszej fazy sprzedaży, dziewięćset tysięcy o łącznej wartości 200 mln NZD pod koniec czerwca 2011 roku, zaś milion – oznaczający 220 mln NZD wartościowo, czyli 82% zakładanego celu – osiągnięto tydzień później, tuż po rozpoczęciu ostatniej fazy sprzedaży.
Była to największa impreza sportowa, która kiedykolwiek gościła w Nowej Zelandii, przyćmiewając między innymi Puchar Świata w Rugby 1987, Igrzyska Wspólnoty Narodów 1990 czy tournée British and Irish Lions w roku 2005. Rząd spodziewał się więc przyjazdu początkowo sześćdziesięciu, a następnie około dziewięćdziesięciu pięciu tysięcy zagranicznych kibiców, a ostatecznie zjawiło się ich sto trzydzieści trzy tysiące. Sprzedano 87% dostępnych biletów, a przychód z ich sprzedaży, 268,7 mln NZD, nieznacznie przekroczył zakładany przed turniejem poziom. Zagraniczni turyści wykupili biliety za 30% tej wartości, a sam finał odpowiadał za przychód w wysokości ponad 50 mln NZD. Ogółem cały turniej przyniósł przychód na poziomie 90 mln GBP przy estymacji o 10 mln niższej, a strata organizatorów okazała się niższa o dwadzieścia procent od pierwotnych założeń wynosząc 31,3 mln NZD. Raport zamówiony przez nowozelandzki rząd podkreślił znaczące przekroczenie oczekiwań organizatorów zarówno pod względem sportowym, jak i ekonomicznym – wpływ turnieju na gospodarkę szacowany był na 1,73 miliarda NZD oraz utrzymanie blisko trzydziestu tysięcy miejsc pracy na rok.
Do sprawnego przeprowadzenia zawodów potrzebna była pomoc ponad pięciu tysięcy wolontariuszy, proces ich rekrutacji rozpoczął nowozelandzki premier John Key na początku czerwca 2010 roku, a ambasadorem tego programu mianowano triumfatora Puchar Świata 1987, Michaela Jonesa. W całym kraju zostało zorganizowanych 38 sesji przybliżających wymagania i benefity, zgłoszenia były przyjmowane od połowy lipca tego roku, a ostatecznie przy turnieju pracowało ponad pięć i pół tysiąca wolontariuszy.
Ceremonia otwarcia została przygotowana przez firmę Davida Atkinsa, odpowiedzialnego m.in. za ceremonię otwarcia ZIO 2010 i podkreślała ona bogatą historię i różnorodność kulturową Nowej Zelandii. Na potrzeby turnieju zaprojektowano także specjalną czcionkę oraz branding wykorzystujący utożsamiane z maoryską kulturą motywy mangopare i koru, które pojawiły się m.in. na biletach. Przedmeczowe hymny poszczególnych reprezentacji były wykonywane przez lokalne chóry. Oficjalny album został wydany 9 sierpnia 2011 roku, a wykonawczynią nagrywanego na każdą edycję turnieju utworu World in Union była Hayley Westenra.
Puchar Świata 2011 był oglądany przez większą liczbę młodych ludzi i kobiet niż którykolwiek z poprzednich turniejów, zaś ogólna liczba obejrzanych transmisji wzrosła o 60%. Sam finał zgromadził największą widownię w historii nowozelandzkiej telewizji osiągając udział 98%, a we Francji pomimo wczesnej pory odpowiednio 82% stanowiąc rekordowy wynik w roku kalendarzowym. O 6% wzrosła natomiast liczba widzów w przedziale 5-45 lat, a udział kobiet zwiększył się z 25% do 45%. Przynajmniej piętnaście minut turniejowego meczu obejrzało 73% francuskiej populacji, australijski Fox Sports zanotował rekordową oglądalność w płatnej telewizji podczas półfinałowego pojedynku pomiędzy Wallabies i All Blacks. Wzrosty na wschodzących rynkach w Afryce, Ameryce i Azji wyniosły w porównaniu do poprzedniego Pucharu Świata odpowiednio 250%, 56% i 25%. Ogólna liczba godzin transmisji zwiększyła się z 8449 do 14 595, a turniej był transmitowany w 207 terytoriach – w tym w antarktydzkiej Scott Base –  co stanowiło wzrost w tym samym okresie z 202 terytoriów.
Oficjalna aplikacja turnieju była dostępna na następujące urządzenia i systemy operacyjne: BlackBerry, PlayBook, iPhone, iPad, Android i Windows Phone 7, zaś oficjalny profil zawodów na Facebooku zdobył ponad milion fanów. Strategia docierania do kibiców za pomocą aplikacji mobilnych i tabletowych oraz aktywności na platformach społecznościowych (Facebook, Twitter, YouTube, Flickr) została wyróżniona nagrodą dla najlepszego sportowego wydarzenia podczas SportBusiness Ultimate Digital Sports Awards 2011.

## Terminarz
W połowie listopada 2006 roku IRB po przeanalizowaniu globalnego kalendarza ogłosił, że siódmy Puchar Świata odbędzie się we wrześniu i październiku 2011 roku. W marcu 2010 roku wraz z wskazaniem aren zawodów ogłoszono także ramowy plan rozgrywek – na 9 września 2011 roku wyznaczono mecz otwarcia, faza grupowa zakończyła się 2 października, mecze ćwierćfinałowe odbyły się w dniach 8 i 9 października, półfinały przeprowadzono w dniach 15–16 października, mecz o trzecie miejsce rozegrany został 21 października, zaś finał dwa dni później, szczegółowe godziny rozpoczęcia spotkań opublikowano natomiast we wrześniu 2010 roku. Data finału została specjalnie ustalona na nowozelandzki długi weekend, aby zmaksymalizować widownię, w tym też celu szkolne ferie zostały przesunięte na dwa ostatnie tygodnie zawodów.

## Uczestnicy

### Kwalifikacje
W maju 2007 roku ogłoszono, że system kwalifikacji do kolejnych Pucharów Świata zostanie zmieniony. Z uwagi na coraz większe zagęszczenie meczów w międzynarodowym kalendarzu w proces kwalifikacji miały zostać włączone kontynentalne turnieje, jednocześnie z ośmiu do dwunastu zwiększono liczbę zespołów, które uzyskały automatyczną kwalifikację. Deliberowano także nad liczbą uczestniczących w turnieju finałowym reprezentacji oraz użyciem rankingu światowego do celów ich rozstawienia i losowania. Po długich spekulacjach 30 listopada 2007 roku IRB potwierdziła, że w turnieju w Nowej Zelandii weźmie udział dwadzieścia reprezentacji, podobnie jak w trzech poprzednich edycjach, z czego dwanaście otrzymało bezpośredni awans, decyzja o sposobie obsadzenia pozostałych ośmiu miejsc w ramach regionalnych kwalifikacji miała zaś zostać podjęta w późniejszym terminie.
Kwalifikacje do Pucharu Świata 2011 rozpoczęły się już zatem w trakcie poprzedniego turnieju we Francji. Do siódmej edycji rozgrywek zakwalifikowało się dwanaście drużyn, które w swoich grupach zajęły jedno z trzech czołowych miejsc. W celu obsadzenia pozostałych ośmiu miejsc zorganizowano kilkuetapowe kwalifikacje. Wolne miejsca zostały ostatecznie podzielone według następującego klucza geograficznego: Europie i Ameryce (Południowej wspólnie z Północną) przyznano po dwa miejsca, po jednym przydzielono Azji, Afryce oraz Oceanii. O ostatnie, dwudzieste miejsce rozegrany został baraż. Wzięły w nim udział drużyny, które wywalczyły takie prawo w kwalifikacjach kontynentalnych Na wszystkich szczeblach eliminacji, nie wliczając poprzedniego Pucharu Świata, rozegrano 184 mecze z udziałem 80 reprezentacji. W porównaniu do poprzedniej edycji w obsadzie turnieju nastąpiła tylko jedna zmiana – zamiast reprezentacji Portugalii wystąpiła Rosja.

### Zakwalifikowane drużyny
| Drużyna           | Podstawa kwalifikacji | Liczba występów | Najlepszy wynik                                   | Ostatni występ |
| ----------------- | --------------------- | --------------- | ------------------------------------------------- | -------------- |
| Nowa Zelandia     | Gospodarz             | 6               | Mistrz świata (1987)                              | 2007           |
| Południowa Afryka | Złoty medal 2007      | 4               | Mistrz świata (1995, 2007)                        | 2007           |
| Anglia            | Srebrny medal 2007    | 3               | Mistrz świata (2003)                              | 2007           |
| Argentyna         | Brązowy medal 2007    | 6               | III miejsce (2007)                                | 2007           |
| Francja           | Uczestnik z 2007      | 6               | II miejsce (1987, 1999)                           | 2007           |
| Irlandia          | Uczestnik z 2007      | 6               | Ćwierćfinał (1987, 1991, 1995, 1999, 2003)        | 2007           |
| Szkocja           | Uczestnik z 2007      | 6               | IV miejsce (1991)                                 | 2007           |
| Walia             | Uczestnik z 2007      | 6               | III miejsce (1987)                                | 2007           |
| Włochy            | Uczestnik z 2007      | 6               | Faza grupowa (1987, 1991, 1995, 1999, 2003, 2007) | 2007           |
| Australia         | Uczestnik z 2007      | 6               | Mistrz świata (1991, 1999)                        | 2007           |
| Fidżi             | Uczestnik z 2007      | 5               | Ćwierćfinał (1987, 2007)                          | 2007           |
| Tonga             | Uczestnik z 2007      | 5               | Faza grupowa (1987, 1995, 1999, 2003, 2007)       | 2007           |
| Gruzja            | Europa                | 2               | Faza grupowa (2003, 2007)                         | 2007           |
| Rosja             | Europa                | 0               | -                                                 | debiutant      |
| Kanada            | Ameryka               | 6               | Ćwierćfinał (1991)                                | 2007           |
| Stany Zjednoczone | Ameryka               | 5               | Faza grupowa (1987, 1991, 1999, 2003, 2007)       | 2007           |
| Japonia           | Azja                  | 6               | Faza grupowa (1987, 1991, 1995, 1999, 2003, 2007) | 2007           |
| Samoa             | Oceania               | 5               | Faza grupowa (1991, 1995, 1999, 2003, 2007)       | 2007           |
| Namibia           | Afryka                | 3               | Faza grupowa (1999, 2003, 2007)                   | 2007           |
| Rumunia           | Baraż                 | 6               | Faza grupowa (1987, 1991, 1995, 1999, 2003, 2007) | 2007           |

### Losowanie grup
Automatycznie zakwalifikowane drużyny zostały podzielone na trzy koszyki według rankingu IRB z 1 grudnia 2008 roku przygotowanego po zakończeniu serii testmeczów, które odbyły się w listopadzie tego roku, a później przydzielone do czterech grup. Następnie zostały do nich dolosowane drużyny, które uzyskały awans w eliminacjach.
| Koszyk 1          |
| ----------------- |
| Nowa Zelandia     |
| Południowa Afryka |
| Australia         |
| Argentyna         |

| Koszyk 2 |
| -------- |
| Walia    |
| Anglia   |
| Francja  |
| Irlandia |

| Koszyk 3 |
| -------- |
| Szkocja  |
| Fidżi    |
| Włochy   |
| Tonga    |

| Koszyk 4  |
| --------- |
| Ameryka 1 |
| Europa 1  |
| Europa 2  |
| Oceania 1 |

| Koszyk 5  |
| --------- |
| Afryka 1  |
| Ameryka 2 |
| Azja 1    |
| Baraż     |

Transmitowane w Internecie losowanie grup turnieju głównego odbyło się 1 grudnia 2008 roku w Londynie i w jego wyniku powstały cztery pięciozespołowe grupy.
| Grupa A          |
| ---------------- |
| Nowa Zelandia    |
| Francja          |
| Tonga            |
| Kanada Ameryka 1 |
| Japonia Azja 1   |

| Grupa B         |
| --------------- |
| Argentyna       |
| Anglia          |
| Szkocja         |
| Gruzja Europa 1 |
| Rumunia Baraż   |

| Grupa C                     |
| --------------------------- |
| Australia                   |
| Irlandia                    |
| Włochy                      |
| Rosja Europa 2              |
| Stany Zjednoczone Ameryka 2 |

| Grupa D           |
| ----------------- |
| Południowa Afryka |
| Walia             |
| Fidżi             |
| Samoa Oceania 1   |
| Namibia Afryka 1  |

### Składy
Każda reprezentacja uczestnicząca w turnieju mogła wystawić drużynę składającą się z trzydziestu zawodników. Termin przesyłania składów do IRB upłynął 22 sierpnia 2011 roku. Po tym terminie zgłoszony gracz mógł być zastąpiony za zgodą IRB jedynie w przypadku kontuzji. Raz zastąpiony zawodnik nie mógł ponownie zagrać w turnieju, a zastępujący go gracz uprawniony był do wzięcia udziału w meczu po upływie 48 godzin.

## Stadiony
W pierwszej kolejności zbierano do 17 lipca 2008 roku aplikacje dotyczące praw do przeprowadzenia spotkań fazy pucharowej, przy czym organizatorzy skłaniali się ku dwóm miastom goszczącym po dwa ćwierćfinały oraz – podobnie jak w przypadku poprzednich dwóch turniejów – zorganizowaniu meczu o trzecie miejsce w pobliżu lub w samym Auckland, czyli wcześniej wybranego gospodarza półfinałów i finału. W przewidzianym terminie wpłynęły zgłoszenia Auckland, Christchurch i Wellington w pierwszym przypadku, zaś w drugim Hamilton i dwóch opcji w Auckland – miały one zostać omówione przez organizatorów w sierpniu tegoż roku. Rugby World Cup Limited, zarządzająca organizacją turniejów o Puchar Świata, po otrzymaniu powyższej rekomendacji podjęła na początku września decyzję o organizacji ćwierćfinałów poza Auckland, które otrzymało natomiast prawa do meczu o brąz, jednocześnie wyznaczono termin przyjmowania zgłoszeń od potencjalnych gospodarzy spotkań fazy grupowej na 31 października. Swoje kandydatury wysunęło osiemnaście regionów, z których siedem zainteresowanych było jedynie przygotowaniem baz dla przybyłych zespołów, pozostałe zaś także organizacją meczów pierwszej fazy turnieju zgłaszając łącznie szesnaście stadionów. Decyzja o wyznaczeniu trzynastu stadionów na Puchar Świata została ogłoszona 12 marca 2009 roku. Część obiektów musiała przejść modernizację w celu zwiększenia pojemności, rząd Nowej Zelandii rozważał nawet uchwalenie specjalnej ustawy, pozwalającej ominąć proces konsultacji lokalnych dotyczących pozwoleń budowlanych, aby wszystkie stadiony były gotowe na czas.
Do goszczenia przybyłych reprezentacji, prócz miast, które miały być gospodarzami meczów, w grudniu 2009 roku wyznaczono także dziesięć kolejnych, stanowiło to łącznie dwadzieścia trzy ośrodki – szesnaście na Wyspie Północnej i siedem na Wyspie Południowej – a zespoły miały trenować na blisko pięćdziesięciu obiektach. Ostatecznie po przeniesieniu meczów z Christchurch doszedł jeszcze jeden ośrodek na południu kraju.
Z powodu znacznych uszkodzeń stadionu w Christchurch spowodowanych przez trzęsienie ziemi z lutego 2011 roku, a także niewystarczającą według rządu liczbę miejsc kwaterunkowych dla oczekiwanej liczby gości, IRB oraz organizatorzy mistrzostw ogłosili 16 marca tego roku decyzję o przeniesieniu planowanych meczów do innych miast, w miarę możliwości na Wyspie Południowej. Dwa ćwierćfinały zostały przyznane Auckland do rozegrania na Eden Park, zaś mecze grupowe przeniesiono do Nelson, Dunedin i Invercargill na południu kraju oraz do Wellington i Auckland na północy. Dodatkowo jeden mecz został przesunięty z Dunedin do Invercargill.
W listopadzie 2006 roku rząd Nowej Zelandii przedstawił plany wybudowania na nabrzeżu w Auckland całkowicie nowego stadionu o pojemności 70 000 miejsc. Po lokalnych konsultacjach zdecydowano się jednak odstąpić od tego pomysłu na rzecz modernizacji Eden Park, na którego trybunach po przebudowie mogłoby zasiąść 60 000 widzów. Prace nad stadionem zakończyły się w październiku 2010.
Początkowo na arenę w Dunedin, na której miały być rozgrywane mecze mistrzostw, wytypowano Carisbrook. W 2008 roku podjęto jednak decyzję o budowie nowatorskiego obiektu, który przejąłby organizację spotkań. Po ogłoszeniu, że budowa nowego stadionu postępuje zgodnie z planem IRB w marcu 2011 roku oficjalnie potwierdziła, że mecze Pucharu Świata odbędą się na tym obiekcie. Przypieczętowało to los Carisbrook, który został wystawiony na sprzedaż. Budowa Otago Stadium, jedynego na świecie krytego stadionu posiadającego naturalną murawę, została natomiast ukończona w sierpniu 2011. Także przygotowania na innych stadionach trwały do ostatniej chwili.
Z powodu przepisów ograniczających możliwość reklamowania się podczas Pucharu Świata jedynie oficjalnym sponsorom, te stadiony, których prawa do nazwy zostały sprzedane, przedstawiane były w trakcie imprezy pod zmienionymi nazwami.
| Auckland                                     | Wellington | Dunedin | Auckland                                     |
| -------------------------------------------- | --- | --- | -------------------------------------------- |
| Eden Park                                    | Wellington Regional Stadium                                                                                                 | Otago Stadium | North Harbour Stadium                        |
| 36°52′30″S 174°44′41″E/-36,875000 174,744722 | 41°16′23″S 174°47′09″E/-41,273056 174,785833                                                                                | 45°52′09″S 170°31′28″E/-45,869167 170,524444                                                                                | 36°43′37″S 174°42′06″E/-36,726944 174,701667 |
| Pojemność: 60 000                            | Pojemność: 40 000 | Pojemność: 30 000 | Pojemność: 30 000                            |
|                                              | | |                                              |
| Hamilton                                     | WhangareiNorth Harbour StadiumEden ParkHamiltonRotoruaNew PlymouthNapierPalmerston NorthWellingtonNelsonDunedinInvercargill | WhangareiNorth Harbour StadiumEden ParkHamiltonRotoruaNew PlymouthNapierPalmerston NorthWellingtonNelsonDunedinInvercargill | Rotorua                                      |
| Waikato Stadium                              | WhangareiNorth Harbour StadiumEden ParkHamiltonRotoruaNew PlymouthNapierPalmerston NorthWellingtonNelsonDunedinInvercargill | WhangareiNorth Harbour StadiumEden ParkHamiltonRotoruaNew PlymouthNapierPalmerston NorthWellingtonNelsonDunedinInvercargill | Rotorua International Stadium                |
| Pojemność: 30 000                            | WhangareiNorth Harbour StadiumEden ParkHamiltonRotoruaNew PlymouthNapierPalmerston NorthWellingtonNelsonDunedinInvercargill | WhangareiNorth Harbour StadiumEden ParkHamiltonRotoruaNew PlymouthNapierPalmerston NorthWellingtonNelsonDunedinInvercargill | Pojemność: 26 000                            |
| 37°46′52″S 175°16′06″E/-37,781111 175,268333 | WhangareiNorth Harbour StadiumEden ParkHamiltonRotoruaNew PlymouthNapierPalmerston NorthWellingtonNelsonDunedinInvercargill | WhangareiNorth Harbour StadiumEden ParkHamiltonRotoruaNew PlymouthNapierPalmerston NorthWellingtonNelsonDunedinInvercargill | 38°09′21″S 176°13′27″E/-38,155833 176,224167 |
|                                              | WhangareiNorth Harbour StadiumEden ParkHamiltonRotoruaNew PlymouthNapierPalmerston NorthWellingtonNelsonDunedinInvercargill | WhangareiNorth Harbour StadiumEden ParkHamiltonRotoruaNew PlymouthNapierPalmerston NorthWellingtonNelsonDunedinInvercargill |                                              |
| New Plymouth                                 | WhangareiNorth Harbour StadiumEden ParkHamiltonRotoruaNew PlymouthNapierPalmerston NorthWellingtonNelsonDunedinInvercargill | WhangareiNorth Harbour StadiumEden ParkHamiltonRotoruaNew PlymouthNapierPalmerston NorthWellingtonNelsonDunedinInvercargill | Nelson                                       |
| Stadium Taranaki                             | WhangareiNorth Harbour StadiumEden ParkHamiltonRotoruaNew PlymouthNapierPalmerston NorthWellingtonNelsonDunedinInvercargill | WhangareiNorth Harbour StadiumEden ParkHamiltonRotoruaNew PlymouthNapierPalmerston NorthWellingtonNelsonDunedinInvercargill | Trafalgar Park                               |
| 39°04′13″S 174°03′54″E/-39,070278 174,065000 | WhangareiNorth Harbour StadiumEden ParkHamiltonRotoruaNew PlymouthNapierPalmerston NorthWellingtonNelsonDunedinInvercargill | WhangareiNorth Harbour StadiumEden ParkHamiltonRotoruaNew PlymouthNapierPalmerston NorthWellingtonNelsonDunedinInvercargill | 41°16′01″S 173°16′59″E/-41,266944 173,283056 |
| Pojemność: 26 000                            | WhangareiNorth Harbour StadiumEden ParkHamiltonRotoruaNew PlymouthNapierPalmerston NorthWellingtonNelsonDunedinInvercargill | WhangareiNorth Harbour StadiumEden ParkHamiltonRotoruaNew PlymouthNapierPalmerston NorthWellingtonNelsonDunedinInvercargill | Pojemność: 18 000                            |
|                                              | WhangareiNorth Harbour StadiumEden ParkHamiltonRotoruaNew PlymouthNapierPalmerston NorthWellingtonNelsonDunedinInvercargill | WhangareiNorth Harbour StadiumEden ParkHamiltonRotoruaNew PlymouthNapierPalmerston NorthWellingtonNelsonDunedinInvercargill |                                              |
| Invercargill                                 | Whangarei | Napier | Palmerston North                             |
| Rugby Park Stadium                           | Northland Events Centre | McLean Park | Arena Manawatu                               |
| Pojemność: 17 000                            | Pojemność: 18 000 | Pojemność: 22 000 | Pojemność: 15 000                            |
| 46°25′01″S 168°21′46″E/-46,416944 168,362778 | 35°43′56″S 174°19′44″E/-35,732222 174,328889                                                                                | 39°30′07″S 176°54′46″E/-39,501944 176,912778                                                                                | 40°21′24″S 175°36′04″E/-40,356667 175,601111 |
|                                              | | |                                              |

## Sędziowie
Lista arbitrów wybranych przez IRB do sędziowania meczów Pucharu Świata:
| Kraj              | Imię i nazwisko   |
| ----------------- | ----------------- |
| Australia         | Steve Walsh *     |
| Anglia            | Wayne Barnes *    |
| Anglia            | Dave Pearson *    |
| Francja           | Romain Poite *    |
|                   | George Clancy *   |
|                   | Alain Rolland *   |
| Nowa Zelandia     | Bryce Lawrence *  |
| Południowa Afryka | Craig Joubert *   |
| Południowa Afryka | Jonathan Kaplan * |
| Walia             | Nigel Owens *     |

| Kraj          | Imię i nazwisko |
| ------------- | --------------- |
| Francja       | Jérôme Garcès   |
| Nowa Zelandia | Chris Pollock   |

| Kraj          | Imię i nazwisko |
| ------------- | --------------- |
| Anglia        | Stuart Terheege |
|               | Simon McDowell  |
| Włochy        | Carlo Damasco   |
| Nowa Zelandia | Vinny Munro     |
| Walia         | Tim Hayes       |

| Kraj              | Imię i nazwisko    |
| ----------------- | ------------------ |
| Australia         | Matt Goddard       |
| Anglia            | Graham Hughes      |
| Włochy            | Giulio De Santis * |
| Południowa Afryka | Shaun Veldsman *   |

Gwiazdką zaznaczono arbitrów wyznaczonych do sędziowania fazy pucharowej.

## Faza grupowa
Dwadzieścia zespołów uczestniczących w Pucharze Świata podzielonych zostało podczas losowania 1 grudnia 2008 roku na cztery grupy liczące po pięć drużyn. O awansie do ćwierćfinału dwóch najlepszych z każdej grupy drużyn decydowała suma punktów zgromadzonych w czterech meczach rozgrywanych w grupie w systemie „każdy z każdym”. Owe osiem drużyn, wraz z czterema zespołami z trzecich miejsc, uzyskały również automatyczny awans do następnego Pucharu Świata, który odbędzie się w 2015 roku w Anglii.
Zwycięzca meczu zyskiwał cztery punkty, za remis przysługiwały dwa punkty, porażka nie była punktowana, a zdobycie przynajmniej czterech przyłożeń lub przegrana nie więcej niż siedmioma punktami premiowana była natomiast punktem bonusowym.. W przypadku równej liczby punktów, o tym, która drużyna zostanie wyżej sklasyfikowana decyduje kolejno:
1. wynik meczu pomiędzy zainteresowanymi drużynami;
2. lepsza różnica punktów zdobytych i straconych we wszystkich meczach grupowych;
3. lepsza różnica przyłożeń zdobytych i straconych we wszystkich meczach grupowych;
4. liczba punktów zdobytych we wszystkich meczach grupowych;
5. liczba przyłożeń zdobytych we wszystkich meczach grupowych;
6. ranking IRB na dzień 3 października 2011 roku.

### Grupa A
| 9 września 201120:30 NZST (UTC+12) | Nowa Zelandia                                                                   | 41:10(21:3) | Tonga                           | Eden Park, Auckland Widzów: 60 214 Sędzia: George Clancy |
| 9 września 201120:30 NZST (UTC+12) | Dagg 10 (2P) Kahui 10 (2P) Kaino 5 (P) Nonu 5 (P) Carter 9 (3pd K) Slade 2 (pd) | 41:10(21:3) | Taumalolo 5 (P) Morath 5 (pd K) | Eden Park, Auckland Widzów: 60 214 Sędzia: George Clancy |

| 10 września 201118:00 NZST (UTC+12) | Francja                                                                                           | 47:21(25:11) | Japonia               | North Harbour Stadium, Auckland Widzów: 28 569 Sędzia: Steve Walsh |
| 10 września 201118:00 NZST (UTC+12) | Pierre 5 (P) Trinh-Duc 5 (P) Clerc 5 (P) Nallet 5 (P) Papé 5 (P) Parra 5 (P) Yachvili 17 (4pd 3K) | 47:21(25:11) | Arlidge 21 (2P pd 3K) | North Harbour Stadium, Auckland Widzów: 28 569 Sędzia: Steve Walsh |

| 14 września 201117:00 NZST (UTC+12) | Tonga                             | 20:25(7:10) | Kanada                                                                  | Northland Events Centre, Whangarei Widzów: 17 174 Sędzia: Jonathan Kaplan |
| 14 września 201117:00 NZST (UTC+12) | Piutau 10 (2P) Morath 10 (2pd 2K) | 20:25(7:10) | Pritchard 10 (2pd 2K) Carpenter 5 (P) Sinclair 5 (P) P. Mackenzie 5 (P) | Northland Events Centre, Whangarei Widzów: 17 174 Sędzia: Jonathan Kaplan |

| 16 września 201120:00 NZST (UTC+12) | Nowa Zelandia | 83:7(38:0) | Japonia                          | Waikato Stadium, Hamilton Widzów: 30 484 Sędzia: Nigel Owens |
| 16 września 201120:00 NZST (UTC+12) | Slade 23 (P 9pd) Kahui 10 (2P) S.B. Williams 10 (2P) Mealamu 5 (P) Kaino 5 (P) Toeava 5 (P) Smith 5 (P) Nonu 5 (P) Ellis 5 (P) Hore 5 (P) Thomson 5 (P) | 83:7(38:0) | Onozawa 5 (P) M. Williams 2 (pd) | Waikato Stadium, Hamilton Widzów: 30 484 Sędzia: Nigel Owens |

| 18 września 201120:30 NZST (UTC+12) | Francja                                                        | 46:19(19:10) | Kanada                                        | McLean Park, Napier Widzów: 14 230 Sędzia: Craig Joubert |
| 18 września 201120:30 NZST (UTC+12) | Parra 23 (4pd 5K) Clerc 15 (3P) Traille 5 (P) Trinh-Duc 3 (dg) | 46:19(19:10) | Pritchard 8 (pd 2K) Monro 6 (2dg) Smith 5 (P) | McLean Park, Napier Widzów: 14 230 Sędzia: Craig Joubert |

| 21 września 201119:30 NZST (UTC+12) | Tonga                                                         | 31:18(18:13) | Japonia                                                  | Northland Events Centre, Whangarei Widzów: 17 364 Sędzia: Dave Pearson |
| 21 września 201119:30 NZST (UTC+12) | Morath 16 (2pd 4K) Vainikolo 5 (P) Lokotui 5 (P) Maʻafu 5 (P) | 31:18(18:13) | Tupuailai 5 (P) Hatakeyama 5 (P) Leitch 5 (P) Webb 3 (K) | Northland Events Centre, Whangarei Widzów: 17 364 Sędzia: Dave Pearson |
| 21 września 201119:30 NZST (UTC+12) | Aulika · Lokotui                                              | 31:18(18:13) | Arlidge                                                  | Northland Events Centre, Whangarei Widzów: 17 364 Sędzia: Dave Pearson |

| 24 września 201120:30 NZST (UTC+12) | Nowa Zelandia                                                                  | 37:17(19:3) | Francja                                         | Eden Park, Auckland Widzów: 60 856 Sędzia: Alain Rolland |
| 24 września 201120:30 NZST (UTC+12) | Thomson 5 (P) Jane 5 (P) Dagg 10 (2P) S.B. Williams 5 (P) Carter 12 (3pd dg K) | 37:17(19:3) | Mermoz 5 (P) Trinh-Duc 5 (P) Yachvili 7 (2pd K) | Eden Park, Auckland Widzów: 60 856 Sędzia: Alain Rolland |

| 27 września 201117:00 NZDT (UTC+13) | Kanada                                                                  | 23:23(7:17) | Japonia                                    | McLean Park, Napier Widzów: 14 335 Sędzia: Jonathan Kaplan |
| 27 września 201117:00 NZDT (UTC+13) | van der Merwe 5 (P) P. Mackenzie 5 (P) Monro 11 (P 2K) Pritchard 2 (pd) | 23:23(7:17) | Horie 5 (P) Endo 5 (P) Arlidge 13 (2pd 3K) | McLean Park, Napier Widzów: 14 335 Sędzia: Jonathan Kaplan |

| 1 października 201118:00 NZDT (UTC+13) | Francja                     | 14:19(6:13) | Tonga                           | Wellington Regional Stadium, Wellington Widzów: 32 763 Sędzia: Steve Walsh |
| 1 października 201118:00 NZDT (UTC+13) | Clerc 5 (P) Yachvili 9 (3K) | 14:19(6:13) | Hufanga 5 (P) Morath 14 (pd 4K) | Wellington Regional Stadium, Wellington Widzów: 32 763 Sędzia: Steve Walsh |
| 1 października 201118:00 NZDT (UTC+13) | Estebanez                   | 14:19(6:13) | Hufanga                         | Wellington Regional Stadium, Wellington Widzów: 32 763 Sędzia: Steve Walsh |

| 2 października 201115:30 NZDT (UTC+13) | Nowa Zelandia | 79:15(37:8) | Kanada                         | Wellington Regional Stadium, Wellington Widzów: 37 665 Sędzia: Romain Poite |
| 2 października 201115:30 NZDT (UTC+13) | Guildford 20 (4P) Slade 11 (4pd K) Kaino 10 (2P) Vito 10 (2P) Weepu 8 (4pd) Dagg 5 (P) Cowan 5 (P) Muliaina 5 (P) S.B. Williams 5 (P) | 79:15(37:8) | Trainor 10 (2P) Monro 5 (pd K) | Wellington Regional Stadium, Wellington Widzów: 37 665 Sędzia: Romain Poite |

### Grupa B
| 10 września 201113:00 NZST (UTC+12) | Szkocja                                                       | 34:24(18:11) | Rumunia                                                   | Rugby Park Stadium, Invercargill Widzów: 12 592 Sędzia: Dave Pearson |
| 10 września 201113:00 NZST (UTC+12) | Paterson 14 (pd 4K) Danielli 10 (2P) Ansbro 5 (P) Blair 5 (P) | 34:24(18:11) | Dimofte 8 (pd 2K) Dumbravă 6 (2K) Carpo 5 (P) Lazăr 5 (P) | Rugby Park Stadium, Invercargill Widzów: 12 592 Sędzia: Dave Pearson |

| 10 września 201120:30 NZST (UTC+12) | Argentyna                         | 9:13(6:3) | Anglia                           | Otago Stadium, Dunedin Widzów: 30 700 Sędzia: Bryce Lawrence |
| 10 września 201120:30 NZST (UTC+12) | Gurruchaga 6 (2K) Contepomi 3 (K) | 9:13(6:3) | Wilkinson 8 (pd 2K) Youngs 5 (P) | Otago Stadium, Dunedin Widzów: 30 700 Sędzia: Bryce Lawrence |
| 10 września 201120:30 NZST (UTC+12) | Cole                              | 9:13(6:3) |                                  | Otago Stadium, Dunedin Widzów: 30 700 Sędzia: Bryce Lawrence |

| 14 września 201119:30 NZST (UTC+12) | Szkocja          | 15:6(9:3) | Gruzja               | Rugby Park Stadium, Invercargill Widzów: 10 267 Sędzia: George Clancy |
| 14 września 201119:30 NZST (UTC+12) | Parks 15 (dg 4K) | 15:6(9:3) | Kwirikaszwili 6 (2K) | Rugby Park Stadium, Invercargill Widzów: 10 267 Sędzia: George Clancy |

| 17 września 201115:30 NZST (UTC+12) | Argentyna | 43:8(26:8) | Rumunia                   | Rugby Park Stadium, Invercargill Widzów: 12 605 Sędzia: Steve Walsh |
| 17 września 201115:30 NZST (UTC+12) | Gurruchaga 13 (5pd K) Fessia 5 (P) Figallo 5 (P) Imhoff 5 (P) Leguizamón 5 (P) Amorosino 5 (P) Fernández 5 (P) | 43:8(26:8) | Cazan 5 (P) Dimofte 3 (K) | Rugby Park Stadium, Invercargill Widzów: 12 605 Sędzia: Steve Walsh |
| 17 września 201115:30 NZST (UTC+12) | Lazăr | 43:8(26:8) |                           | Rugby Park Stadium, Invercargill Widzów: 12 605 Sędzia: Steve Walsh |

| 18 września 201118:00 NZST (UTC+12) | Anglia                                                                       | 41:10(17:10) | Gruzja                                | Otago Stadium, Dunedin Widzów: 20 117 Sędzia: Jonathan Kaplan |
| 18 września 201118:00 NZST (UTC+12) | Flood 11 (4pd K) Ashton 10 (2P) Hape 10 (2P) Armitage 5 (P) M. Tuilagi 5 (P) | 41:10(17:10) | Kwirikaszwili 5 (pd K) Basilaia 5 (P) | Otago Stadium, Dunedin Widzów: 20 117 Sędzia: Jonathan Kaplan |
| 18 września 201118:00 NZST (UTC+12) | Hartley                                                                      | 41:10(17:10) |                                       | Otago Stadium, Dunedin Widzów: 20 117 Sędzia: Jonathan Kaplan |

| 24 września 201118:00 NZST (UTC+12) | Anglia | 67:3(34:3) | Rumunia        | Otago Stadium, Dunedin Widzów: 25 687 Sędzia: Romain Poite |
| 24 września 201118:00 NZST (UTC+12) | Cueto 15 (3P) Ashton 15 (3P) Wilkinson 9 (3pd K) Flood 8 (4pd) Foden 5 (P) Youngs 5 (P) M. Tuilagi 5 (P) Croft 5 (P) | 67:3(34:3) | Dumbravă 3 (K) | Otago Stadium, Dunedin Widzów: 25 687 Sędzia: Romain Poite |

| 25 września 201120:30 NZDT (UTC+13) | Argentyna                           | 13:12(3:6) | Szkocja                                      | Wellington Regional Stadium, Wellington Widzów: 26 937 Sędzia: Wayne Barnes |
| 25 września 201120:30 NZDT (UTC+13) | Contepomi 8 (pd 2K) Amorosino 5 (P) | 13:12(3:6) | Jackson 6 (dg K) Parks 3 (dg) Paterson 3 (K) | Wellington Regional Stadium, Wellington Widzów: 26 937 Sędzia: Wayne Barnes |

| 28 września 201119:30 NZDT (UTC+13) | Gruzja                                                      | 25:9(12:6) | Rumunia                      | Arena Manawatu, Palmerston North Widzów: 13 228 Sędzia: Dave Pearson |
| 28 września 201119:30 NZDT (UTC+13) | Kwirikaszwili 17 (pd 5K) Gorgodze 5 (P) Urdżukaszwili 3 (K) | 25:9(12:6) | Dumbravă 6 (2K) Vlaicu 3 (K) | Arena Manawatu, Palmerston North Widzów: 13 228 Sędzia: Dave Pearson |

| 1 października 201120:30 NZDT (UTC+13) | Anglia                                        | 16:12(3:9) | Szkocja                        | Eden Park, Auckland Widzów: 58 213 Sędzia: Craig Joubert |
| 1 października 201120:30 NZDT (UTC+13) | Flood 2 (pd) Wilkinson 9 (dg 2K) Ashton 5 (P) | 16:12(3:9) | Parks 6 (dg K) Paterson 6 (2K) | Eden Park, Auckland Widzów: 58 213 Sędzia: Craig Joubert |

| 2 października 201113:00 NZDT (UTC+13) | Argentyna                                                    | 25:7(5:7) | Gruzja                               | Arena Manawatu, Palmerston North Widzów: 13 754 Sędzia: Alain Rolland |
| 2 października 201113:00 NZDT (UTC+13) | Contepomi 13 (P pd 2K) Gosio 5 (P) Imhoff 5 (P) Bosch 2 (pd) | 25:7(5:7) | Khmaladze 5 (P) Urdżukaszwili 2 (pd) | Arena Manawatu, Palmerston North Widzów: 13 754 Sędzia: Alain Rolland |

### Grupa C
| 11 września 201115:30 NZST (UTC+12) | Australia                                                                         | 32:6(6:6) | Włochy                | North Harbour Stadium, Auckland Widzów: 25 731 Sędzia: Alain Rolland |
| 11 września 201115:30 NZST (UTC+12) | O’Connor 11 (P 3pd) Cooper 6 (2K) Ashley-Cooper 5 (P) Alexander 5 (P) Ioane 5 (P) | 32:6(6:6) | Mi. Bergamasco 6 (2K) | North Harbour Stadium, Auckland Widzów: 25 731 Sędzia: Alain Rolland |

| 11 września 201118:00 NZST (UTC+12) | Irlandia                                              | 22:10(10:0) | Stany Zjednoczone               | Stadium Taranaki, New Plymouth Widzów: 20 823 Sędzia: Craig Joubert |
| 11 września 201118:00 NZST (UTC+12) | Bowe 10 (2P) Sexton 5 (pd K) Best 5 (P) O’Gara 2 (pd) | 22:10(10:0) | Emerick 5 (P) Paterson 5 (pd K) | Stadium Taranaki, New Plymouth Widzów: 20 823 Sędzia: Craig Joubert |

| 15 września 201119:30 NZST (UTC+12) | Rosja                          | 6:13(3:10) | Stany Zjednoczone           | Stadium Taranaki, New Plymouth Widzów: 13 931 Sędzia: Dave Pearson |
| 15 września 201119:30 NZST (UTC+12) | Raczkow 3 (K) Kusznariow 3 (K) | 6:13(3:10) | Wyles 8 (pd 2K) Petri 5 (P) | Stadium Taranaki, New Plymouth Widzów: 13 931 Sędzia: Dave Pearson |

| 17 września 201120:30 NZST (UTC+12) | Australia       | 6:15(6:6) | Irlandia                       | Eden Park, Auckland Widzów: 58 678 Sędzia: Bryce Lawrence |
| 17 września 201120:30 NZST (UTC+12) | O’Connor 6 (2K) | 6:15(6:6) | Sexton 9 (dg 2K) O’Gara 6 (2K) | Eden Park, Auckland Widzów: 58 678 Sędzia: Bryce Lawrence |

| 20 września 201119:30 NZST (UTC+12) | Włochy | 53:17(38:7) | Rosja                                                               | Trafalgar Park, Nelson Widzów: 12 418 Sędzia: Wayne Barnes |
| 20 września 201119:30 NZST (UTC+12) | Benvenuti 10 (2P) Toniolatti 10 (2P) Bocchino 8 (4pd) Zanni 5 (P) Gori 5 (P) McLean 5 (P) Parisse 5 (P) 1 karne przyłożenie | 53:17(38:7) | Janiuszkin 5 (P) Makowietskij 5 (P) Ostrouszko 5 (P) Raczkow 2 (pd) | Trafalgar Park, Nelson Widzów: 12 418 Sędzia: Wayne Barnes |
| 20 września 201119:30 NZST (UTC+12) | Ongaro | 53:17(38:7) |                                                                     | Trafalgar Park, Nelson Widzów: 12 418 Sędzia: Wayne Barnes |

| 23 września 201120:30 NZST (UTC+12) | Australia | 67:5(22:5) | Stany Zjednoczone | Wellington Regional Stadium, Wellington Widzów: 33 824 Sędzia: Nigel Owens |
| 23 września 201120:30 NZST (UTC+12) | Ashley-Cooper 15 (3P) A. Faingaʻa 10 (2P) Barnes 8 (4pd) Mitchell 5 (P) Beale 5 (P) McCabe 5 (P) Samo 5 (P) Horne 5 (P) Elsom 5 (P) Cooper 4 (2pd) | 67:5(22:5) | Gagiano 5 (P)     | Wellington Regional Stadium, Wellington Widzów: 33 824 Sędzia: Nigel Owens |
| 23 września 201120:30 NZST (UTC+12) | Scully | 67:5(22:5) |                   | Wellington Regional Stadium, Wellington Widzów: 33 824 Sędzia: Nigel Owens |

| 25 września 201118:00 NZDT (UTC+13) | Irlandia | 62:12(36:0) | Rosja                                             | Rotorua International Stadium, Rotorua Widzów: 25 661 Sędzia: Craig Joubert |
| 25 września 201118:00 NZDT (UTC+13) | O’Gara 15 (6pd K) Earls 10 (2P) Trimble 5 (P) McFadden 5 (P) Boss 5 (P) Kearney 5 (P) O’Brien 5 (P) Jennings 5 (P) Buckley 5 (P) Sexton 2 (pd) | 62:12(36:0) | Artemiew 5 (P) Simplikiewicz 5 (P) Raczkow 2 (pd) | Rotorua International Stadium, Rotorua Widzów: 25 661 Sędzia: Craig Joubert |
| 25 września 201118:00 NZDT (UTC+13) | Raczkow | 62:12(36:0) |                                                   | Rotorua International Stadium, Rotorua Widzów: 25 661 Sędzia: Craig Joubert |

| 27 września 201119:30 NZDT (UTC+13) | Włochy                                                                                          | 27:10(20:10) | Stany Zjednoczone | Trafalgar Park, Nelson Widzów: 14 997 Sędzia: George Clancy |
| 27 września 201119:30 NZDT (UTC+13) | Parisse 5 (P) Orquera 5 (P) Castrogiovanni 5 (P) Mi. Bergamasco 7 (2pd K) karne przyłożenie – 5 | 27:10(20:10) | Wyles 10 (P pd K) | Trafalgar Park, Nelson Widzów: 14 997 Sędzia: George Clancy |
| 27 września 201119:30 NZDT (UTC+13) | Stanfill                                                                                        | 27:10(20:10) |                   | Trafalgar Park, Nelson Widzów: 14 997 Sędzia: George Clancy |

| 1 października 201115:30 NZDT (UTC+13) | Australia | 68:22(47:5) | Rosja                                                      | Trafalgar Park, Nelson Widzów: 16 307 Sędzia: Bryce Lawrence |
| 1 października 201115:30 NZDT (UTC+13) | O’Connor 18 (9pd) Barnes 10 (2P) Pocock 10 (2P) Mitchell 10 (2P) Maʻafu 5 (P) Ashley-Cooper 5 (P) McCalman 5 (P) Moore 5 (P) | 68:22(47:5) | Raczkow 12 (P 2pd dg) Simplikiewicz 5 (P) Ostrouszko 5 (P) | Trafalgar Park, Nelson Widzów: 16 307 Sędzia: Bryce Lawrence |

| 2 października 201120:30 NZDT (UTC+13) | Irlandia                                                          | 36:6(9:6) | Włochy                | Otago Stadium, Dunedin Widzów: 28 027 Sędzia: Jonathan Kaplan |
| 2 października 201120:30 NZDT (UTC+13) | O’Gara 16 (2pd 4K) Earls 10 (2P) Sexton 5 (pd K) O’Driscoll 5 (P) | 36:6(9:6) | Mi. Bergamasco 6 (2K) | Otago Stadium, Dunedin Widzów: 28 027 Sędzia: Jonathan Kaplan |

### Grupa D
| 10 września 201115:30 NZST (UTC+12) | Fidżi                                                      | 49:25(32:15) | Namibia                                  | Rotorua International Stadium, Rotorua Widzów: 10 100 Sędzia: Nigel Owens |
| 10 września 201115:30 NZST (UTC+12) | Goneva 20 (4P) Bai 19 (5pd 3K) Nakarawa 5 (P) Nalaga 5 (P) | 49:25(32:15) | Kotzé 15 (3dg 2K) Botha 5 (P) Koll 5 (P) | Rotorua International Stadium, Rotorua Widzów: 10 100 Sędzia: Nigel Owens |

| 11 września 201120:30 NZST (UTC+12) | Południowa Afryka                                | 17:16(10:6) | Walia                         | Wellington Regional Stadium, Wellington Widzów: 33 331 Sędzia: Wayne Barnes |
| 11 września 201120:30 NZST (UTC+12) | M. Steyn 7 (2pd K) F. Steyn 5 (P) Hougaard 5 (P) | 17:16(10:6) | Hook 11 (pd 3K) Faletau 5 (P) | Wellington Regional Stadium, Wellington Widzów: 33 331 Sędzia: Wayne Barnes |

| 14 września 201114:30 NZST (UTC+12) | Samoa                                                                                                 | 49:12(25:0) | Namibia                      | Rotorua International Stadium, Rotorua Widzów: 12 752 Sędzia: Romain Poite |
| 14 września 201114:30 NZST (UTC+12) | A. Tuilagi 15 (3P) P. Williams 14 (P 3pd K) T. Pisi 10 (2pd 2K) Fotualiʻi 5 (P) karne przyłożenie – 5 | 49:12(25:0) | Kotzé 7 (P pd) van Wyk 5 (P) | Rotorua International Stadium, Rotorua Widzów: 12 752 Sędzia: Romain Poite |
| 14 września 201114:30 NZST (UTC+12) | P. Williams                                                                                           | 49:12(25:0) | Kitshoff                     | Rotorua International Stadium, Rotorua Widzów: 12 752 Sędzia: Romain Poite |

| 17 września 201118:00 NZST (UTC+12) | Południowa Afryka                                                                                  | 49:3(21:3) | Fidżi     | Wellington Regional Stadium, Wellington Widzów: 33 262 Sędzia: Romain Poite |
| 17 września 201118:00 NZST (UTC+12) | M. Steyn 21 (P 5pd 2K) F. Steyn 8 (P K) Rossouw 5 (P) Steenkamp 5 (P) Fourie 5 (P) Mtawarira 5 (P) | 49:3(21:3) | Bai 3 (K) | Wellington Regional Stadium, Wellington Widzów: 33 262 Sędzia: Romain Poite |

| 18 września 201115:30 NZST (UTC+12) | Walia                                            | 17:10(6:10) | Samoa                               | Waikato Stadium, Hamilton Widzów: 30 804 Sędzia: Alain Rolland |
| 18 września 201115:30 NZST (UTC+12) | Hook 6 (2K) Priestland 6 (2K) Sh. Williams 5 (P) | 17:10(6:10) | Perenise 5 (P) P. Williams 5 (pd K) | Waikato Stadium, Hamilton Widzów: 30 804 Sędzia: Alain Rolland |

| 22 września 201120:00 NZST (UTC+12) | Południowa Afryka | 87:0(31:0) | Namibia | North Harbour Stadium, Auckland Widzów: 26 839 Sędzia: George Clancy |
| 22 września 201120:00 NZST (UTC+12) | M. Steyn 20 (P 6pd K) Pienaar 12 (6pd) Hougaard 10 (2P) Aplon 10 (2P) de Jongh 10 (2P) Habana 5 (P) Rossouw 5 (P) F. Steyn 5 (P) Fourie 5 (P) karne przyłożenie – 5 | 87:0(31:0) |         | North Harbour Stadium, Auckland Widzów: 26 839 Sędzia: George Clancy |

| 25 września 201115:30 NZDT (UTC+13) | Fidżi                         | 7:27(0:12) | Samoa                                                               | Eden Park, Auckland Widzów: 60 327 Sędzia: Bryce Lawrence |
| 25 września 201115:30 NZDT (UTC+13) | Talei 5 (P) Luveniyali 2 (pd) | 7:27(0:12) | T. Pisi 15 (dg 4K) Stowers 5 (P) Fotualiʻi 5 (P) P. Williams 2 (pd) | Eden Park, Auckland Widzów: 60 327 Sędzia: Bryce Lawrence |

| 26 września 201119:30 NZDT (UTC+13) | Walia | 81:7(22:0) | Namibia                 | Stadium Taranaki, New Plymouth Widzów: 13 710 Sędzia: Steve Walsh |
| 26 września 201119:30 NZDT (UTC+13) | Sc. Williams 15 (3P) S. Jones 15 (6pd K) North 10 (2P) Priestland 6 (3pd) Brew 5 (P) A.W. Jones 5 (P) Jenkins 5 (P) Davies 5 (P) Byrne 5 (P) L. Williams 5 (P) Faletau 5 (P) | 81:7(22:0) | Koll 5 (P) Kotzé 2 (pd) | Stadium Taranaki, New Plymouth Widzów: 13 710 Sędzia: Steve Walsh |
| 26 września 201119:30 NZDT (UTC+13) | Larson | 81:7(22:0) |                         | Stadium Taranaki, New Plymouth Widzów: 13 710 Sędzia: Steve Walsh |

| 30 września 201120:30 NZDT (UTC+13) | Południowa Afryka                             | 13:5(13:0) | Samoa         | North Harbour Stadium, Auckland Widzów: 29 734 Sędzia: Nigel Owens |
| 30 września 201120:30 NZDT (UTC+13) | Habana 5 (P) M. Steyn 5 (pd K) F. Steyn 3 (K) | 13:5(13:0) | Stowers 5 (P) | North Harbour Stadium, Auckland Widzów: 29 734 Sędzia: Nigel Owens |
| 30 września 201120:30 NZDT (UTC+13) | Smit                                          | 13:5(13:0) | P. Williams   | North Harbour Stadium, Auckland Widzów: 29 734 Sędzia: Nigel Owens |

| 2 października 201118:00 NZDT (UTC+13) | Walia | 66:0(31:0) | Fidżi | Waikato Stadium, Hamilton Widzów: 28 476 Sędzia: Wayne Barnes |
| 2 października 201118:00 NZDT (UTC+13) | Roberts 10 (2P) Priestland 13 (5pd K) Jones 8 (4pd) North 5 (P) Davies 5 (P) Halfpenny 5 (P) Burns 5 (P) L. Williams 5 (P) Warburton 5 (P) Sc. Williams 5 (P) | 66:0(31:0) |       | Waikato Stadium, Hamilton Widzów: 28 476 Sędzia: Wayne Barnes |

## Faza pucharowa
W przypadku remisu po pełnym czasie gry w meczach w fazie pucharowej zwycięzca wyłaniany jest kolejno w drodze:
1. rozegranej w pełnym wymiarze dogrywki trwającej dwa razy po 10 minut;
2. kolejnej dogrywki trwającej maksymalnie 10 minut, podczas której obowiązuje tzw. zasada nagłej śmierci;
3. konkursu kopów.

Po zakończeniu fazy grupowej IRB desygnowała dziesięciu arbitrów i dwóch TMO na rozgrywane mecze fazy pucharowej. 3 października wyznaczono sędziów ćwierćfinałów, ogłoszenie arbitrów meczów półfinałowych nastąpiło 10 października, natomiast sędziowie meczów o medale zostali desygnowani 17 października.
|  |                                                          |                   |                                       |                                       |    |           |                                       |                                      |                                      |                                      |                   |       |       |
|  | Ćwierćfinały                                             | Ćwierćfinały      | Ćwierćfinały                          |                                       |    | Półfinały | Półfinały                             | Półfinały                            |                                      |                                      | Finał             | Finał | Finał |
|  | Ćwierćfinały                                             | Ćwierćfinały      | Ćwierćfinały                          |                                       |    | Półfinały | Półfinały                             | Półfinały                            |                                      |                                      | Finał             | Finał | Finał |
|  | 8 października – Wellington Regional Stadium, Wellington |                   |                                       |                                       |    |           |                                       |                                      |                                      |                                      |                   |       |       |
|  |                                                          |                   |                                       |                                       |    |           |                                       |                                      |                                      |                                      |                   |       |       |
|  | Irlandia                                                 | Irlandia          | 10                                    |                                       |    |           |                                       |                                      |                                      |                                      |                   |       |       |
|  | Irlandia                                                 | Irlandia          | 10                                    | 15 października – Eden Park, Auckland |    |           |                                       |                                      |                                      |                                      |                   |       |       |
|  | Walia                                                    | Walia             | 22                                    |                                       |    |           |                                       |                                      |                                      |                                      |                   |       |       |
|  | Walia                                                    | Walia             | 22                                    |                                       |    | Walia     | Walia                                 | 8                                    |                                      |                                      |                   |       |       |
|  | 8 października, Eden Park, Auckland                      |                   |                                       |                                       |    | Walia     | Walia                                 | 8                                    |                                      |                                      |                   |       |       |
|  |                                                          |                   | Francja                               | Francja                               | 9  |           |                                       |                                      |                                      |                                      |                   |       |       |
|  | Anglia                                                   | Anglia            | Francja                               | Francja                               | 9  | 12        |                                       |                                      |                                      |                                      |                   |       |       |
|  | Anglia                                                   | Anglia            |                                       |                                       |    | 12        | 23 października – Eden Park, Auckland |                                      |                                      |                                      |                   |       |       |
|  | Francja                                                  | Francja           | 19                                    |                                       |    |           |                                       |                                      |                                      |                                      |                   |       |       |
|  | Francja                                                  | Francja           | 19                                    |                                       |    | Francja   | Francja                               | 7                                    |                                      |                                      |                   |       |       |
|  | 9 października – Wellington Regional Stadium, Wellington |                   |                                       |                                       |    | Francja   | Francja                               | 7                                    |                                      |                                      |                   |       |       |
|  |                                                          |                   | Nowa Zelandia                         | Nowa Zelandia                         | 8  |           |                                       |                                      |                                      |                                      |                   |       |       |
|  | Południowa Afryka                                        | Południowa Afryka | Nowa Zelandia                         | Nowa Zelandia                         | 8  | 9         |                                       |                                      |                                      |                                      |                   |       |       |
|  | Południowa Afryka                                        | Południowa Afryka | 16 października – Eden Park, Auckland |                                       |    | 9         |                                       |                                      |                                      |                                      |                   |       |       |
|  | Australia                                                | Australia         | 11                                    |                                       |    |           |                                       |                                      |                                      |                                      |                   |       |       |
|  | Australia                                                | Australia         | 11                                    |                                       |    | Australia | Australia                             | 6                                    | Mecz o 3. miejsce                    | Mecz o 3. miejsce                    | Mecz o 3. miejsce |       |       |
|  | 9 października, Eden Park, Auckland                      |                   |                                       |                                       |    | Australia | Australia                             | 6                                    | Mecz o 3. miejsce                    | Mecz o 3. miejsce                    | Mecz o 3. miejsce |       |       |
|  |                                                          |                   | Nowa Zelandia                         | Nowa Zelandia                         | 20 |           |                                       | 21 października, Eden Park, Auckland | 21 października, Eden Park, Auckland | 21 października, Eden Park, Auckland |                   |       |       |
|  | Nowa Zelandia                                            | Nowa Zelandia     | Nowa Zelandia                         | Nowa Zelandia                         | 20 | 33        |                                       | 21 października, Eden Park, Auckland | 21 października, Eden Park, Auckland | 21 października, Eden Park, Auckland |                   |       |       |
|  | Nowa Zelandia                                            | Nowa Zelandia     |                                       |                                       |    |           |                                       | Walia                                | Walia                                | 18                                   |                   |       |       |
|  | Argentyna                                                | Argentyna         | 10                                    |                                       |    |           |                                       |                                      | Walia                                | 18                                   |                   |       |       |
|  | Argentyna                                                | Argentyna         | 10                                    |                                       |    |           |                                       | Australia                            | Australia                            | 21                                   |                   |       |       |
|  |                                                          |                   |                                       |                                       |    |           |                                       |                                      | Australia                            | 21                                   |                   |       |       |

### Ćwierćfinały
| 8 października 201118:00 NZDT (UTC+13) | Irlandia                    | 10:22(3:10) | Walia                                                                             | Wellington Regional Stadium, Wellington Widzów: 35 787 Sędzia: Craig Joubert |
| 8 października 201118:00 NZDT (UTC+13) | O’Gara 5 (pd K) Earls 5 (P) | 10:22(3:10) | Priestland 4 (2pd) Halfpenny 3 (K) Davies 5 (P) Phillips 5 (P) Sh. Williams 5 (P) | Wellington Regional Stadium, Wellington Widzów: 35 787 Sędzia: Craig Joubert |

| 8 października 201120:30 NZDT (UTC+13) | Anglia                                   | 12:19(0:16) | Francja                                                   | Eden Park, Auckland Widzów: 49 105 Sędzia: Steve Walsh |
| 8 października 201120:30 NZDT (UTC+13) | Wilkinson 2 (pd) Foden 5 (P) Cueto 5 (P) | 12:19(0:16) | Trinh-Duc 3 (dg) Yachvili 6 (2K) Médard 5 (P) Clerc 5 (P) | Eden Park, Auckland Widzów: 49 105 Sędzia: Steve Walsh |

| 9 października 201118:00 NZDT (UTC+13) | Południowa Afryka  | 9:11(3:8) | Australia                     | Wellington Regional Stadium, Wellington Widzów: 34 914 Sędzia: Bryce Lawrence |
| 9 października 201118:00 NZDT (UTC+13) | M. Steyn 9 (dg 2K) | 9:11(3:8) | O’Connor 6 (2K) Horwill 5 (P) | Wellington Regional Stadium, Wellington Widzów: 34 914 Sędzia: Bryce Lawrence |

| 9 października 201120:30 NZDT (UTC+13) | Nowa Zelandia                                      | 33:10(12:7) | Argentyna                                  | Eden Park, Auckland Widzów: 57 192 Sędzia: Nigel Owens |
| 9 października 201120:30 NZDT (UTC+13) | Cruden 2 (pd) Weepu 21 (7K) Thorn 5 (P) Read 5 (P) | 33:10(12:7) | Contepomi 2 (pd) Bosch 3 (K) Cabello 5 (P) | Eden Park, Auckland Widzów: 57 192 Sędzia: Nigel Owens |
| 9 października 201120:30 NZDT (UTC+13) | Vergallo                                           | 33:10(12:7) |                                            | Eden Park, Auckland Widzów: 57 192 Sędzia: Nigel Owens |

### Półfinały
| 15 października 201121:00 NZDT (UTC+13) | Walia                     | 8:9(3:6) | Francja      | Eden Park, Auckland Widzów: 58 630 Sędzia: Alain Rolland |
| 15 października 201121:00 NZDT (UTC+13) | Phillips 5 (P) Hook 3 (K) | 8:9(3:6) | Parra 9 (3K) | Eden Park, Auckland Widzów: 58 630 Sędzia: Alain Rolland |
| 15 października 201121:00 NZDT (UTC+13) | Warburton                 | 8:9(3:6) |              | Eden Park, Auckland Widzów: 58 630 Sędzia: Alain Rolland |

| 16 października 201121:00 NZDT (UTC+13) | Australia                    | 6:20(6:14) | Nowa Zelandia                          | Eden Park, Auckland Widzów: 60 087 Sędzia: Craig Joubert |
| 16 października 201121:00 NZDT (UTC+13) | O’Connor 3 (K) Cooper 3 (dg) | 6:20(6:14) | Weepu 12 (4K) Nonu 5 (P) Cruden 3 (dg) | Eden Park, Auckland Widzów: 60 087 Sędzia: Craig Joubert |
| 16 października 201121:00 NZDT (UTC+13) | S.B. Williams                | 6:20(6:14) |                                        | Eden Park, Auckland Widzów: 60 087 Sędzia: Craig Joubert |

### Mecz o 3 miejsce
| 21 października 201120:30 NZDT (UTC+13) | Walia                                                           | 18:21(3:7) | Australia                                         | Eden Park, Auckland Widzów: 53 014 Sędzia: Wayne Barnes |
| 21 października 201120:30 NZDT (UTC+13) | S. Jones 5 (pd K) Hook 3 (K) Halfpenny 5 (P) Sh. Williams 5 (P) | 18:21(3:7) | O’Connor 8 (pd 2K) Barnes 8 (P dg) McCalman 5 (P) | Eden Park, Auckland Widzów: 53 014 Sędzia: Wayne Barnes |

### Finał
| 23 października 201121:00 NZDT (UTC+13) | Francja                          | 7:8(0:5) | Nowa Zelandia               | Eden Park, Auckland Widzów: 61 079 Sędzia: Craig Joubert |
| 23 października 201121:00 NZDT (UTC+13) | Dusautoir 5 (P) Trinh-Duc 2 (pd) | 7:8(0:5) | Woodcock 5 (P) Donald 3 (K) | Eden Park, Auckland Widzów: 61 079 Sędzia: Craig Joubert |

## Statystyki
Statystyki podane za stroną ESPN Scrum dla drużyn, punktów zawodników oraz przyłożeń.
| Drużyna           | Wygrane | Przegrane | Remisy | PZ  | PS  | Różnica | Przyłożenia | Podwyższenia | Karne | Dropgole |
| ----------------- | ------- | --------- | ------ | --- | --- | ------- | ----------- | ------------ | ----- | -------- |
| Nowa Zelandia     | 7       | 0         | 0      | 301 | 72  | +229    | 40          | 25           | 15    | 2        |
| Francja           | 4       | 3         | 0      | 159 | 124 | +35     | 16          | 11           | 17    | 2        |
| Australia         | 5       | 2         | 0      | 211 | 95  | +116    | 28          | 19           | 9     | 2        |
| Walia             | 4       | 3         | 0      | 228 | 74  | +154    | 29          | 22           | 13    | 0        |
| Południowa Afryka | 4       | 1         | 0      | 175 | 35  | +140    | 21          | 20           | 9     | 1        |
| Anglia            | 4       | 1         | 0      | 149 | 53  | +96     | 20          | 14           | 6     | 1        |
| Irlandia          | 4       | 1         | 0      | 145 | 56  | +89     | 16          | 13           | 12    | 1        |
| Argentyna         | 3       | 2         | 0      | 100 | 73  | +27     | 11          | 9            | 9     | 0        |
| Samoa             | 2       | 2         | 0      | 91  | 49  | +42     | 10          | 7            | 8     | 1        |
| Szkocja           | 2       | 2         | 0      | 73  | 59  | +14     | 4           | 1            | 13    | 4        |
| Włochy            | 2       | 2         | 0      | 92  | 95  | -3      | 13          | 6            | 5     | 0        |
| Tonga             | 2       | 2         | 0      | 80  | 98  | -18     | 7           | 6            | 11    | 0        |
| Kanada            | 1       | 2         | 1      | 82  | 168 | -86     | 9           | 5            | 7     | 2        |
| Gruzja            | 1       | 3         | 0      | 48  | 90  | -42     | 3           | 3            | 9     | 0        |
| Stany Zjednoczone | 1       | 3         | 0      | 38  | 122 | -84     | 4           | 3            | 4     | 0        |
| Fidżi             | 1       | 3         | 0      | 59  | 167 | -108    | 7           | 6            | 4     | 0        |
| Japonia           | 0       | 3         | 1      | 69  | 184 | -115    | 8           | 4            | 7     | 0        |
| Rumunia           | 0       | 4         | 0      | 44  | 169 | -125    | 3           | 1            | 9     | 0        |
| Rosja             | 0       | 4         | 0      | 57  | 196 | -139    | 8           | 4            | 2     | 1        |
| Namibia           | 0       | 4         | 0      | 44  | 266 | -222    | 5           | 2            | 2     | 3        |

| Punkty | Nazwisko            | Drużyna           | Przyłożenia | Podwyższenia | Karne | Dropgole |
| ------ | ------------------- | ----------------- | ----------- | ------------ | ----- | -------- |
| 62     | Morné Steyn         | Południowa Afryka | 2           | 14           | 7     | 1        |
| 52     | James O’Connor      | Australia         | 1           | 13           | 7     | 0        |
| 45     | Kurt Morath         | Tonga             | 0           | 6            | 11    | 0        |
| 44     | Ronan O’Gara        | Irlandia          | 0           | 10           | 8     | 0        |
| 41     | Piri Weepu          | Nowa Zelandia     | 0           | 4            | 11    | 0        |
| 39     | Dimitri Yachvili    | Francja           | 0           | 6            | 9     | 0        |
| 37     | Morgan Parra        | Francja           | 1           | 4            | 8     | 0        |
| 36     | Colin Slade         | Nowa Zelandia     | 1           | 14           | 1     | 0        |
| 34     | James Arlidge       | Japonia           | 2           | 3            | 6     | 0        |
| 30     | Chris Ashton        | Anglia            | 6           | 0            | 0     | 0        |
| 30     | Vincent Clerc       | Francja           | 6           | 0            | 0     | 0        |
| 29     | Rhys Priestland     | Walia             | 0           | 10           | 3     | 0        |
| 28     | Stephen Jones       | Walia             | 0           | 11           | 2     | 0        |
| 28     | Merab Kwirikaszwili | Gruzja            | 0           | 2            | 8     | 0        |
| 28     | Jonny Wilkinson     | Anglia            | 0           | 5            | 5     | 1        |
| 26     | Berrick Barnes      | Australia         | 3           | 4            | 0     | 1        |
| 26     | Felipe Contepomi    | Argentyna         | 1           | 3            | 5     | 0        |
| 25     | Adam Ashley-Cooper  | Australia         | 5           | 0            | 0     | 0        |
| 25     | Israel Dagg         | Nowa Zelandia     | 5           | 0            | 0     | 0        |
| 25     | Keith Earls         | Irlandia          | 5           | 0            | 0     | 0        |
| 25     | Tusi Pisi           | Samoa             | 0           | 2            | 6     | 1        |

| Nazwisko            | Drużyna       | Przyłożenia |
| ------------------- | ------------- | ----------- |
| Chris Ashton        | Anglia        | 6           |
| Vincent Clerc       | Francja       | 6           |
| Adam Ashley-Cooper  | Australia     | 5           |
| Israel Dagg         | Nowa Zelandia | 5           |
| Keith Earls         | Irlandia      | 5           |
| Mark Cueto          | Anglia        | 4           |
| Vereniki Goneva     | Fidżi         | 4           |
| Zac Guildford       | Nowa Zelandia | 4           |
| Richard Kahui       | Nowa Zelandia | 4           |
| Jerome Kaino        | Nowa Zelandia | 4           |
| Sonny Bill Williams | Nowa Zelandia | 4           |
| Scott Williams      | Walia         | 4           |

Po zakończonym Pucharze Świata IRB przygotował obszerne zestawienie statystyczno-analityczne imprezy.
Oficjalna strona IRB podała, że za najlepszych zawodników turnieju zostali uznani Israel Dagg, Jerome Kaino, Jamie Roberts, Sean O’Brien oraz Jacques Burger.

## Transmisje telewizyjne

### Główny nadawca
W kwietniu 2009 roku organizatorzy wybrali głównego nadawcę telewizyjnego, a w lutym 2011 roku radiowego. Transmisje miały dotrzeć do ponad dwustu terytoriów na całym świecie, w tym po raz pierwszy również na Antarktydę. Część transmisji miała być przygotowana w technologii 3D, ostatecznie nie doszły one jednak do skutku.
| Kraj          | Stacja telewizyjna | Uwagi                                    |
| ------------- | ------------------ | ---------------------------------------- |
| Nowa Zelandia | SKY                | Producent transmisji meczów w jakości HD |

### Prawa telewizyjne
| Kraj              | Język               | Stacja telewizyjna                         | Kraj              | Język                          | Stacja telewizyjna                                   |
| ----------------- | ------------------- | ------------------------------------------ | ----------------- | ------------------------------ | ---------------------------------------------------- |
| Argentyna         | hiszpański          | ESPN, Canal Siete                          | Australia         | angielski                      | Fox Sports, Nine Network                             |
| Brazylia          | portugalski         | ESPN                                       | Czechy            | czeski                         | ČT4 Sport                                            |
| Francja           | francuski           | TF1, Eurosport, France Télévisions, Canal+ | Gruzja            | gruziński                      | Gruzińska Korporacja Nadawcza                        |
| Irlandia          | angielski irlandzki | Setanta Sports, TG4, RTÉ Sport             | Japonia           | japoński                       | J Sports                                             |
| Niemcy            | niemiecki           | Sport1                                     | Nowa Zelandia     | angielski                      | SKY, Māori Television, TVNZ, TV3                     |
| Polska            | polski              | Polsat Sport                               | Południowa Afryka | afrikaans angielski xhosa zulu | SuperSport, Południowoafrykańska Korporacja Nadawcza |
| Rosja             | rosyjski            | Rossija 2                                  | Rumunia           | rumuński                       | Digi TV                                              |
| Stany Zjednoczone | angielski           | Universal Sports, NBC                      | Walia             | walijski                       | S4C                                                  |
| Wielka Brytania   | angielski           | ITV                                        | Włochy            | włoski                         | Sky Italia                                           |

## Partnerzy
Oficjalnym dostawcą piłek na Puchar Świata była firma Gilbert, dla której był to już piąty turniej w tej roli. Sama piłka została zaś zaprezentowana na specjalnej ceremonii pod koniec kwietnia 2011 roku.

### Światowi Partnerzy
- Emirates[173]
- MasterCard[174]
- Heineken[175]
- ANZ[176]
- Société Générale[177]
- DHL[178]

### Oficjalni Partnerzy
- Russell McVeagh[179]
- KPMG[180]
- Canterbury of New Zealand[181]
- Gilbert[171]
- The Coca-Cola Company[182]
- Dole Food Company[183]

### Oficjalni Sponsorzy
- Brancott Estate[184]
- Toshiba[185]
- Land Rover[186]
- Microsoft[187]
- Research In Motion[188]